# Dorfkirche Bennstedt

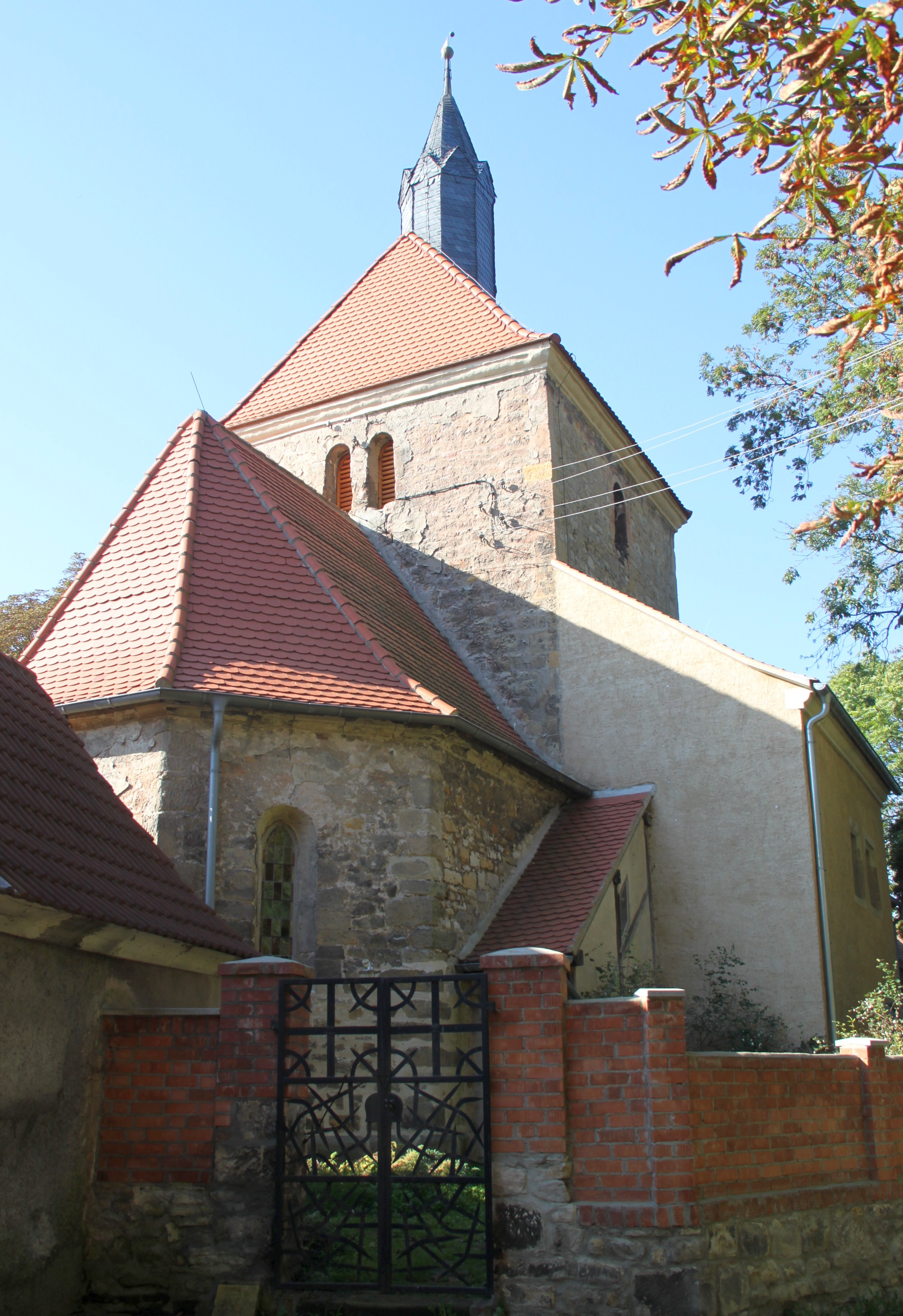
Dorfkirche von Bennstedt

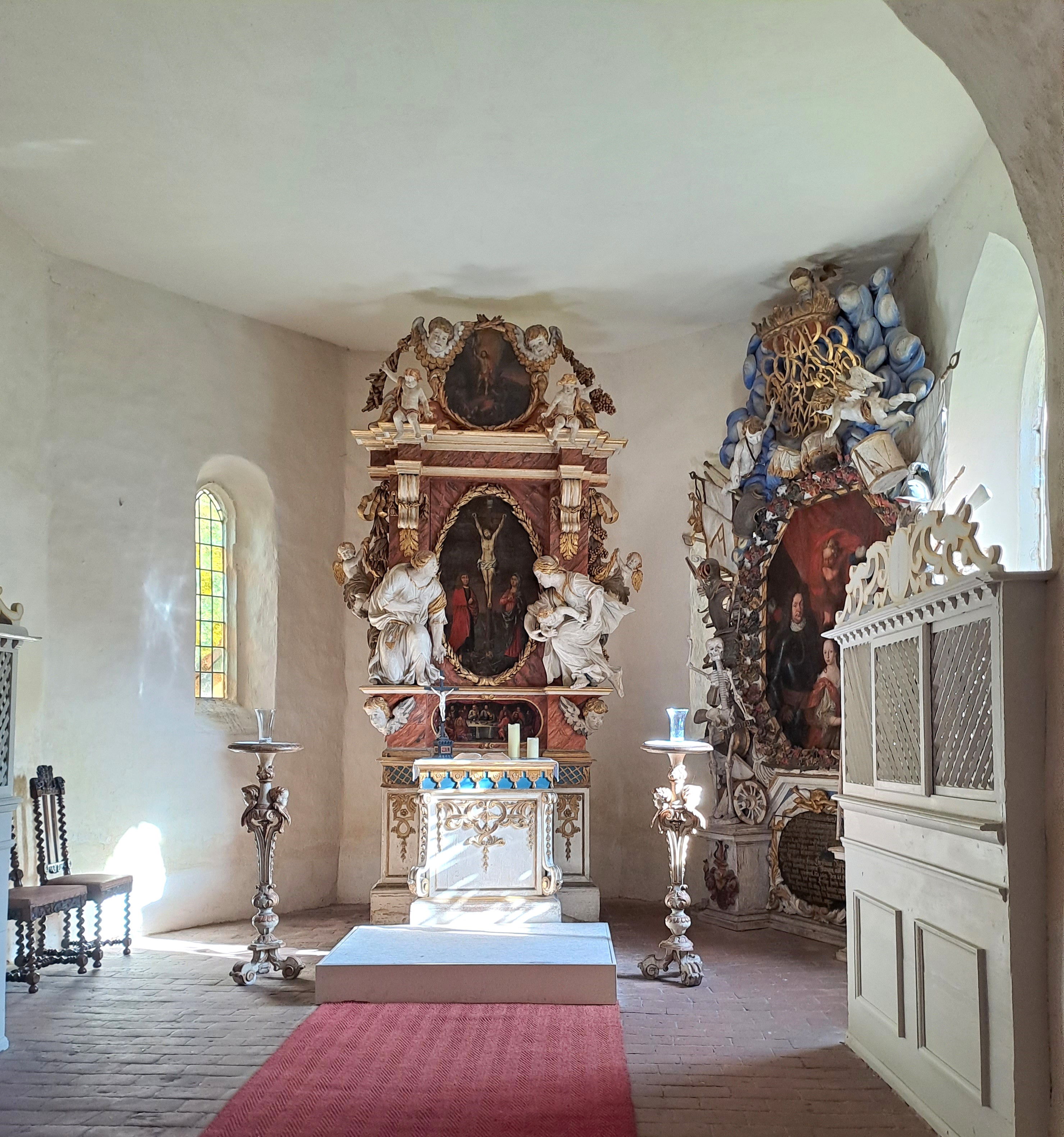
Ansicht zum Altar

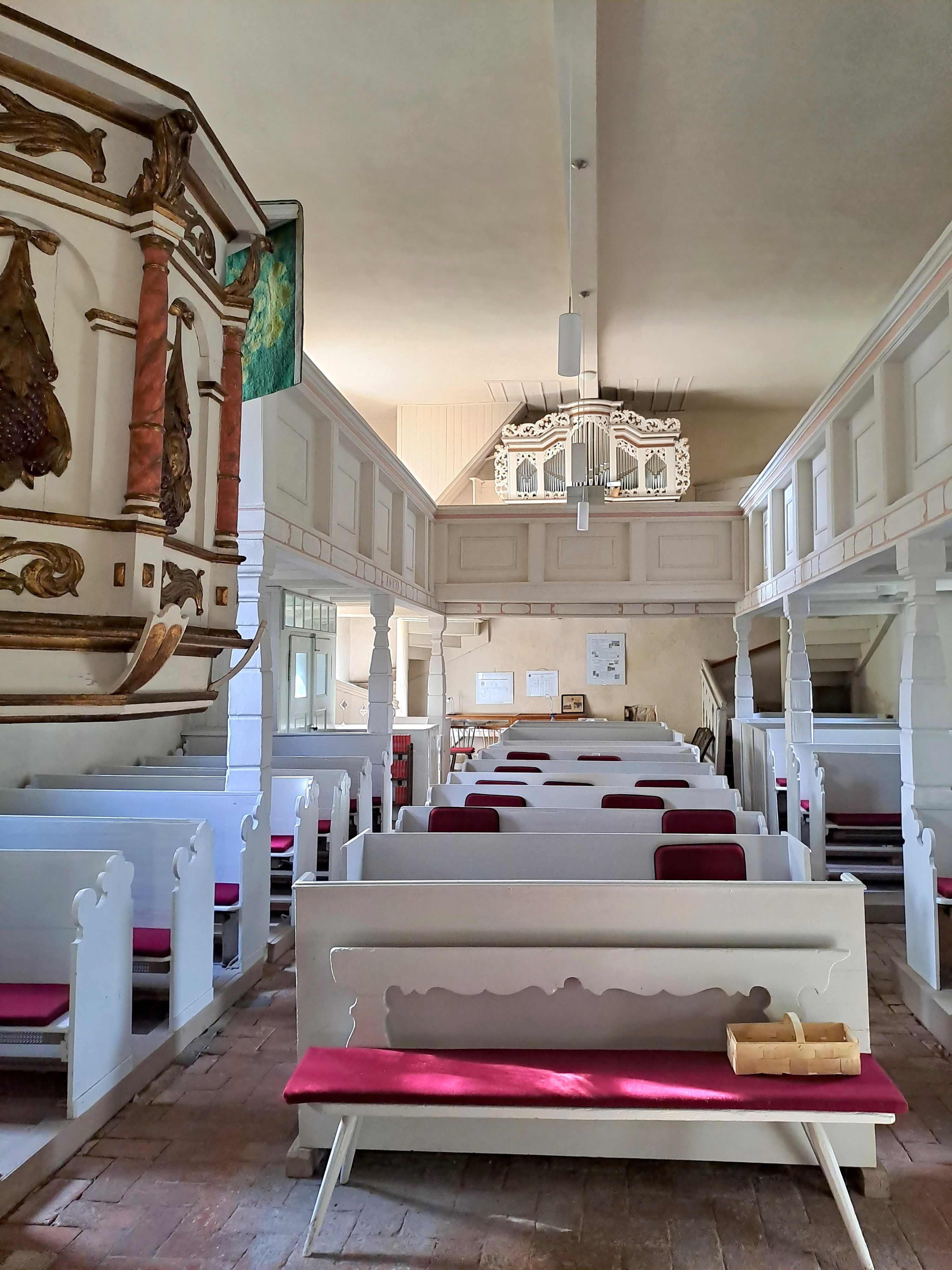
Ansicht nach Westen zur Orgel

Die Dorfkirche Bennstedt ist eine denkmalgeschützte evangelische  Chorturmkirche im Ortsteil Bennstedt der Einheitsgemeinde Salzatal in Sachsen-Anhalt. Im örtlichen Denkmalverzeichnis ist sie unter der Erfassungsnummer 094 55038  als Baudenkmal verzeichnet. Sie gehört zum Pfarrbereich Teutschenthal im Kirchenkreis Halle-Saalkreis der Evangelischen Kirche in Mitteldeutschland.

## Geschichte
Das Patrozinium der 1298 erstmals erwähnten Kirche ist heute nicht mehr bekannt. 1522 belehnten die Mansfelder Grafen Hans von Trotha auf Seeburg, genannt Hans der Jüngere, mit dem Dorf Bennstedt. In der Zeit nach dem gewaltsamen Tod des lutherischen Predigers Georg Winckler im Jahr 1527 wurde die Kirche bis zum Verbot der Gottesdienste im Umland  durch Kardinal Albrecht im Jahr 1535 von halleschen Bürgern aufgesucht, um hier den lutherischen Gottesdienst zu besuchen.
1657 kauften die Marschälle von Bieberstein Bennstedt den von Trothas ab. Am 20. April 1681 ereignete sich in Bennstedt eine Brandkatastrophe, der die Kirche und große Teile des Dorfes zum Opfer fielen. Die Erneuerung des Kirchenschiffs mit dem westlichen Gruftanbau gab 1682 der Patron der Kirche, der Fürstlich-Sächsische Hofmeister Joachim Wilhelm Marschall von Bieberstein (1627–1691), in Auftrag. Aus diesem Jahr stammt auch der Anbau an der Nordseite mit der Patronatsloge und dem daran befindlichen Biebersteinschen Wappen. In den Jahren 1781 und 1971 erfolgten Restaurierungen der ursprünglich mit alt- und neutestamentarischen Bildern verzierten Empore.
Im Jahre 2003 wurde ein Förderverein mit dem Ziel der Sanierung der Kirche gegründet. 2007 fanden Rekonstruktionsarbeiten am Turm statt; dabei wurde auch das schiefergedeckte Dach mit der Turmuhr aus dem 19. Jahrhundert restauriert.

## Architektur und Ausstattung
Bei der Kirche handelt es sich um eine, überwiegend aus Feldsteinen errichtete einschiffige Saalkirche mit einem  quadratischen Chorturm im Osten. Die Schallarkaden im Chorturm weisen noch in die romanische Zeit. Im Kern stammt der Bau aus der ersten Hälfte des 13. Jahrhunderts, wobei der Chor im 14. Jahrhundert verändert wurde. An der Südseite befindet sich ein Portal, das in die Zeit der Spätgotik verweist. Nach dem Brand im Jahr 1681 wurde sie im barocken Stil neu errichtet, das Kirchenschiff wurde im Norden durch einen Anbau verbreitert und verlängert. Nach Westen schließt sich der Gruftanbau an, dessen Zugang über die Nordseite erfolgt. Die Gruft beinhaltet zwei Prunksarkophage und fünf barocke Grabplatten der Familie von Bieberstein sowie sechs Grabsteinplatten der Gutsbesitzerfamilie Koch. Die beiden Prunksarkophage gehören Christian Marschall von Bieberstein (1662–1721) und seiner Gattin Gertrud Sophie (1674–1745).
Die barocke Innenausstattung der Kirche bestimmen insbesondere drei Teile: Der etwa sechs Meter hohe und zweieinhalb Meter breite Altar, das Epitaph Joachim Wilhelms Marschall von Bieberstein (1627–1691), dem Eigentümer Bennstedts, und seiner Frau Armgard geborene Hahn auf Seeburg (1628–1684) sowie das Epitaph Alexander Haubolds Marschall von Bieberstein (1632–1695), dem Eigentümer  des halleschen Marktschlösschens, mit seiner Gemahlin Christina Sybilla geborene von Stange (1651–1691).
Der in Weiß, Gold und Ocker gehaltene Altar unterteilt sich in drei, übereinander liegende Szenen aus dem Leben von Jesus Christus, dem Abendmahl in der Predella, der Kreuzigung und der Auferstehung. Eine Seltenheit in der Kirche sind die barocken Kandelaber, da solche Ausstattungsgegenstände oft Diebstählen zum Opfer fallen.
Die polygonale Kanzel, zwei Chorlogen mit Rankenaufsatz und die hufeisenförmige Empore stammen ebenfalls aus der Zeit der Erneuerung nach dem Brand. Die Bleiglasfenster der Patronatsloge konnten 2007 restauriert werden.

## Orgel
Die Orgel, eine der ältesten funktionstüchtigen Orgeln im Saalekreis, wurde 1775 in der Werkstatt von Johann Christoph Zuberbier gefertigt. Das Instrument besitzt 9 klingende Stimmen auf einem Manual und Pedal.

## Glocken
Die ersten Glocken der Kirche gingen beim Brand des Bauwerkes 1681 verloren. Sie wurden 1685 durch ein Geläut von Johann Jacob Hoffmann aus Halle ersetzt. 1917 mussten zwei Glocken zu Rüstungszwecken abgegeben werden. Lediglich die Kleinste, auch „Bimmel“ genannt, verblieb im Turm und wurde 1925 durch zwei Stahlglocken der Stahlwerke Lauchhammer AG mit ca. 1280 kg Gesamtgewicht ergänzt. Seit 2015 erklingt auch die „Bimmel“ wieder, die bis dahin auf dem Boden des Glockenstuhles abgestellt war. Die Tonfolge ist a' - c'' - es'', der Antrieb ist elektrisch.